# Yunganastes ashkapara
Yunganastes ashkapara е вид жаба от семейство Craugastoridae. Видът е уязвим и сериозно застрашен от изчезване.

## Разпространение
Разпространен е в Боливия.

## Описание
Популацията на вида е стабилна.